# Reial Societat Econòmica Aragonesa d'Amics del País

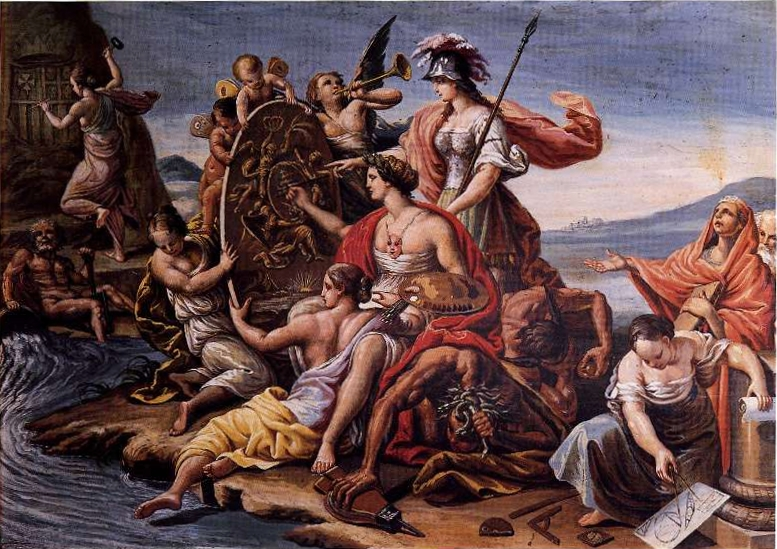
Manuel Bayeu, Al·legoria de les Belles arts exaltant a la Reial Societat Econòmica Aragonesa d'Amics del País, 1785.

La Reial Societat Econòmica Aragonesa d'Amics del País va ser una institució aragonesa promoguda pels il·lustrats d'Aragó com a llavor i suport a la incipient curiositat científica en aquest territori. Va servir d'estímul per al seu desenvolupament i amb això va contribuir al progrés de les reformes del segle xviii arreu d'Espanya seguint els passos d'altres Societats Econòmiques d'Amics del País.
Es va fundar en 1776, el mateix any que la Reial Societat Econòmica d'Amics del País de València, per ensenyar i conrear les ciències naturals, ja que, a Aragó, la Universitat de Saragossa es mantenia paradoxalment allunyada del desenvolupament científic del moment.
Va agrupar sota el seu paraigua a il·lustres personatges aragonesos de l'època. Aquests, mitjançant el pagament de quotes, subvencionaven a la institució i promovien les recerques i obres de desenvolupament econòmic en la segona meitat del segle xviii. Així, dins de l'il·lustre elenc entre els socis hi havia Ramón Pignatelli y Moncayo, Ignacio de Asso, el comte d'Aranda, José Antonio Hernández y Pérez de Larrea o Antero Noailles Pérez.
Pocs anys després de la seva fundació, en 1792, funda la Reial Acadèmia de Belles Arts de Sant Lluís. En 1886 va crear la Caixa d'Estalvis i Mont de Pietat de Saragossa, que posteriorment va canviar el seu nom a Caixa d'Estalvis de Saragossa i després a IberCaja. També va impulsar l'Exposició Aragonesa de 1868 i la de 1885. En 1934 crea la Fira de Mostres de Saragossa.
En 2013 li va ser concedida a la institució la Medalla d'Or de les Corts d'Aragó i a l'any següent, l'obra social d'Ibercaja, una de les fundacions d'aquesta Reial Societat Econòmica, va organitzar l'exposició antològica de la seva trajectòria Pasión por Aragón. La Real Sociedad Económica Aragonesa de Amigos del País.